# Anthrenus unifasciatus
Anthrenus unifasciatus là một loài bọ cánh cứng trong họ Dermestidae. Loài này được Latreille miêu tả khoa học năm 1825.